# يوسف المرنيسي
يوسف المرنيسي (2 فبراير 1976، الحسيمة) هو سائق سباقات مغربي.

## الحياة المهنية
اشترك المرنيسي في البطولة المغربية لسباق الحلبة بين عامي 2007 و 2009. كان من المقرر أن يتنافس المرنيسي- جنبا إلى جنب مع أبناء بلده إسماعيل السباعي والعربي التدلاوي- في السباق المغربي فيا دبليو تي سي سي 2010- في جولته الأولى من بطولة العالم لسيارات السياحة- حيث يقود سيارة شيفروليه لاسيتي؛ لصالح مورير موتورسبورت. لكن سيارة المرنيسي اصطدمت خلال جلسة الاختبار يوم الجمعة على الحلبة، وتعرضت لأضرار؛ لم يكن من الممكن لفريق المرنيسي إصلاحها قبل السباقات يوم الأحد. وقد شارك مع إسماعيل السباعي والعربي التدلاوي في تروفيو مازيراتي عام 2012، وحصل على مكان على منصة التتويج في لقاء 20 مايو في أول ظهور له، وهو المركز الثالث للمغرب.
في 2013: شارك في بطولة كأس أوروبا كليو 2013؛ وكانت أفضل نتيجة له هي المركز الـ 14 في سباقات أراغون. أنهى سباقات الـ 33 في البطولة بمعدات سيئة.
في 2014: احتل المركز الثالث في البطولة المغربية إم تو ديفيجن، وشارك في نصف السباقات.
فاز بـ السباقات الـ 60؛ وبدأ في السباقات الـ 70 بـمركز الـ 58.